# Г-н Беля
„Г-н Беля“ (на английски: Trouble) е компютърна анимация от 2019 година на режисьора на Кевин Джонсън, с участието на Шон Андерсен, Памела Адлон и Луси Хейл. Филмът се посвещава в памет на кучето на изпълнителния продуцент Конрад Върнън, Линус, което умря през 2017 г.
В България филмът излиза по киносалоните на Лента на 4 октомври 2019 г. В българския синхронен дублаж на филма участва Петър Байков, който озвучава Пудел и другите гласове.
На 26 декември 2020 г. филмът е излъчен по KinoNova в 08:00 ч. с войсоувър дублаж. Екипът се състои от:
| Озвучаващи артисти  | Даниела Сладунова Петя Миладинова Здравко Методиев Стефан Сърчаджиев-Съра Димитър Иванчев Александър Митрев |
| Преводач            | Илияна Велчева                                                                                              |
| Тонрежисьор         | Стефан Дучев                                                                                                |
| Режисьор на дублажа | Димитър Кръстев                                                                                             |